# Міцний горішок 3: Помирати з піснею
«Міцни́й горі́шок 3: Помира́ти з пі́снею» (англ. Die Hard: With a Vengeance) — американський бойовик, що вийшов на екрани 1995 року, третій фільм серії «Міцних горішків». Спродюсований і знятий фільм Джоном МакТірнаном, режисером першого фільму серії; головну роль — офіцера Нью-йоркської поліції, лейтенанта Джона МакКлейна — зіграв Брюс Вілліс. У фільмі також знялися: Семюел Лірой Джексон (у ролі напарника МакКлейна) і Джеремі Айронс (у ролі головного лиходія Саймона Ґрубера). Сценарій до фільму написав Джонатан Хенслі. У 2007 році був знятий сіквел — четвертий фільм серії «Міцний горішок 4.0». Не рекомендується перегляд дітям і підліткам молодше 16 років.

## Передісторія
Спочатку Джонатан Хенслі писав сценарій для фільму «Смертельна зброя 4», причому напарницею героя Мела Гібсона повинна бути жінка у виконанні Рене Руссо. Але Мел Гібсон на той момент вирішив, що «Смертельну зброю» не варто продовжувати, і відмовився від сценарію. Сценарій переробили під «Міцний горішок 3», але героям Мела Гібсона і Денні Гловера роль жінки знову переписали під чорношкірого і запропонували Лоуренса Фішберна. Той спочатку відмовився, але коли все-таки вирішив прийняти пропозицію, роль вже була зайнята Семюелом Джексоном.

## Сюжет
1995 рік. На одній зі жвавих вулиць Нью-Йорка відбувається вибух магазину. Вся поліція міста на вухах. В один із відділів телефонує якийсь Саймон. Йому потрібен Джон МакКлейн для того, щоб зіграти в гру.
Інспектор Кобб та його колеги знаходять хмільного Джона вдома (після подій другого фільму він знову посварився з дружиною і залишився працювати в Нью-Йорку), накачують аспірином, надягають плакат і залишають на одній із вулиць Гарлема. Один із мешканців цього району, власник невеликого магазину Зевс Карвер, бачить МакКлейна з плакатом «Я ненавиджу чорномазих» («I hate niggers»). Проблема в тому, що Гарлем-район населений здебільшого чорношкірими. До того ж у кількох метрах від Джона група молодиків зі зброєю. Зевс хоче заховати його в магазині, але пізно: один із молодиків бачить їх, і всі йдуть до них зі зброєю напоготові. Джону і Зевсу ледве вдається врятуватися і доїхати до поліцейської дільниці на таксі. Вже в поліції вони дізнаються про те, що хтось викрав 14 сміттєвозів і близько тонни бінарної рідини для бомби. Тут знову телефонує Саймон. Тепер МакКлейн і, як висловився той, хто телефонував, «ебеновий самаритянин» повинні дійти до телефона-автомата на розі 72-ї вулиці та Бродвею. Зевс не згоден брати в цьому участь, але Джон ледве вмовляє його. Пізніше телефоном Саймон говорить, що замінував поїзд метро і їм потрібно доїхати до станції «Волл-стріт» за 30 хвилин, інакше бомба вибухне. Зевс, будучи в минулому таксистом, каже, що треба їхати на південь, проте Джон, реквізувавши машину таксі, вирішує їхати через Центральний парк. Не доїжджаючи до станції, він сходить і вирішує потрапити на поїзд, тоді як Зевс їде на Волл-стріт, по дорозі перехопивши брокера, який вирішив, що таксі вільне через ввімкнену лампу. Однак бомба все одно вибухає. Поїзд сходить з рейок, станція руйнується. Джон і Зевс дивом залишаються живими.
Пізніше офіцери ФБР кажуть, що Саймон — це Саймон Пітер Ґрубер, полковник народної армії НДР, брат Ганса Ґрубера, якого Джон 7 років тому скинув із 30 поверху Накатомі-плаза в Лос-Анджелесі. Тут знову телефонує Саймон. Тепер він говорить про те, що замінував школу. Біда в тому, що у Нью-Йорку — 1200 шкіл, і бомбу ще потрібно знайти. До того ж Саймон запрограмував підривник на частоту рації поліції. Всі поліцейські починають її шукати, в той час як Джон і Зевс біжать виконувати ще одну умову Саймона. Вони знаходять валізу із бомбою і два порожніх бутлі на 3 і 5 галонів. Один із них потрібно заповнити водою на 4 галони, щоб знешкодити бомбу. Впоравшись із завданням, вони дізнаються ще дві умови: треба їхати на стадіон команди Нью-Йорк Янкіз і дізнатися, що таке «21 із 42». Тим часом Саймон і його команда грабують федеральний резервний банк.
На вулиці Джон ловить підлітків, проте їх слова про те, що «навколо жодного копа і можна навіть мерію вкрасти» наводять МакКлейна на думку про те, що поліцейських сплавили спеціально, і що на Волл-стріт немає шкіл, зате є Федеральний резервний банк Нью-Йорка, найбільше сховище золота у світі. Увійшовши в банк, Джон, прийнявши бойовиків Саймона і Тарго за охоронців, хоче оглянути сховище. Ті, отримавши наказ від Саймона нарешті вбити МакКлейна, хочуть розправитися з ним, як з колегою Джона Ріком, але Джон вчасно помічає на грудях номер значка Ріка у одного з бойовиків. Розправившись з липовими охоронцями, Джон зустрічає Зевса, який прийшов через зруйновану станцію метро. Вони бачать, що сховище Федрезерву порожнє і що викрадені вранці 14 сміттєвозів були потрібні, щоб вивезти тонни золота. Викравши машину, вони шукають сміттєвози, але бачать їх лише вдалині біля мосту. Саймон розуміє, що МакКлейн живий, і щоб той нічого не повідомив поліції, телефонує на місцеву радіостанцію, повідомляючи, що в одній зі шкіл міста бомба, перевантажуючи дзвінками, охоплених панікою мешканців Нью-Йорка, телефонні мережі міста. Раптово, до МакКлейна і Зевса доходить, що Білл Клінтон — це 42-й президент США, і потрібно дізнатися, хто був 21-м. Через перевантаження телефонних мереж, МакКлейну не вдається повідомити Коббу про сміттєвози та 21-го президента. Вони перехоплюють один зі сміттєвозів з робочим Джеррі на вулиці і дізнаються, що Саймон та його люди поїхали через новий акведук. Джон вирішує їх переслідувати, в той час як Зевс їде на стадіон. Дорóгою по акведуку МакКлейн наздоганяє останню з машин Саймона і вбиває двох його людей. Він відправляє Джеррі знайти свого начальника інспектора Кобба і повідомити йому про плани Саймона, а також дізнатися, хто був 21-м президентом, на що Джеррі йому тут же це повідомив. Джон сідає у сміттєвоз із золотом і вирушає у гонитву. Коли Саймон по рації викликає хвостову машину, діставшись до дамби, він раптом чує лайку МакКлейна. Саймон, побоюючись за успіх всієї операції, намагається купити Джона, пропонуючи йому все те золото, що в кузові вантажівки, яку той веде, але отримує лише грубу відповідь. Діставшись до виїзду з акведука, Саймон наказує Тарго підірвати дамбу, використовуючи бомбу, віддану Зевсом його людям біля банку. Потік води ринув у акведук, ледь не втопивши Джона разом із вантажівкою, однак тому вдалося врятуватися, вилетівши через вентиляційну шахту, як пробка. Тут його зустрічає Зевс, який повернувся зі стадіону. Люди Саймона кидаються за ними у гонитву, зав'язуючи перестрілку. Джон каже Зевсу, що 21-й президент США це Честер Алан Артур і, відповідно, школа з бомбою його імені. Зевс із жахом розуміє, що це школа, де навчаються його племінники.
Водій сміттєвоза Джеррі дістається до інспектора Кобба і його люди знаходять бомбу, в той час як Джон і Зевс позбавляються від гонитви. Джон обшукує трупи переслідувачів і знаходить суворо визначену кількість монет. Він розуміє, що це оплата турнікетів на мосту. Вони їдуть до мосту і бачать, що сміттєвози стоять на причалі біля вантажного корабля. Потрапивши з допомогою лебідки машини на корабель, Джон вирішує розділитися. Зевс вперше бере автомат в руки і йде на місток, а Джон йде у вантажний відсік. В цей час Тарго виявляє, що у контейнерах на кораблі не золото, а сталеві чушки. Зевс доходить до містка і направляє на Саймона автомат, вимагаючи назвати код скасування для бомби в школі. Саймон відмовляється, але при спробі Зевса вистрелити автомат не спрацьовує. Саймон бере автомат з його рук, знімає із запобіжника і стріляє «самаритянину» в ногу. Тим часом МакКлейн зустрічає Тарго і вступає з ним у рукопашну бійку. В цей час поліцейські починають вимушену евакуацію дітей зі школи, оскільки на таймері бомби залишається всього кілька хвилин. Їм вдається вивести всіх, крім маленької групи дітей, які сховалися в школі, серед яких племінники Зевса. За ними вирушають офіцери поліції, а сапер Чарлі вирішує до останнього намагатися знешкодити бомбу. Офіцери з дітьми хочуть перестрибнути на сусідній будинок через дах, але відстань виявляється занадто великою. Джону вдається здолати Тарго і добігти до містка, звідки він марно намагається викликати берегову охорону. Коли до вибуху бомби залишається кілька секунд, Джон з жахом бачить справжню бомбу, що піднімається з вантажного відсіку корабля, і безвольно сповзає вниз, розуміючи, що вся їхня біганина через бомбу в школі була марнотратством. По завершенні зворотнього відліку Чарлі обдає струменем з резервуарів, і він розуміє, що «бомба» — це дві тари, наповнені фруктовим сиропом. Саймон вперше зустрічається віч-на-віч з Джоном. На питання про бомбу в школі, він говорить МакКлейну, що «він солдат, а не чудовисько, хоча буває, що на них працює». Саймон теж викликає берегову охорону і наостанок залишає послання про те, що затопить корабель із золотом, щоб знищити економіку США. Він приковує Зевса і Джона до бомби і опускає їх у вантажний відсік корабля. Коли Зевс запитує навіщо він усе це затіяв з МакКлейном, адже Саймон не любив свого брата, той відповідає, що «в житті повинні бути маленькі радощі» і «одна справа не любити свого брата, інша – закрити очі на те, що ірландський босоногий телепень викидає його з вікна». Наостанок Джон запитує у Саймона аспірин від головного болю, який мучив його весь день, і той кидає йому свою баночку. Спустившись з людьми до катера, Саймон знаходить побитого Джоном Тарго. Найманий терорист каже, що Саймон їх зрадив, оскільки в контейнерах немає золота. Після цих слів дружина Тарго дістає пістолет, але вбиває свого чоловіка. Люди Саймона евакуюються разом з ними. Джон і так знає, що вибух золота це блеф, знаючи їх «сімейку». З допомогою шматка троса, який застряв у плечі Джона, Зевсу вдається звільнити Джона. Той зістрибує, але Зевс втрачає відмичку. У цей момент рідини починають змішуватися, що є ознакою швидкого вибуху. Джон, згадавши фокус, який Чарлі показав йому в дільниці з малою кількістю бінарної рідини, змастив обома рідинами кінець лому і підриває ним кайданки Зевса. Вони вибігають на палубу і зістрибують у воду за кілька миттєвостей до вибуху.
Джон і Зевс врятовані. МакКлейн говорить Коббу, що банкіри дарма стараються, що золота на борту не було. Пізніше Джон телефонує Голлі, щоб поговорити, і тут він помічає напис французькою мовою «Північний кордон» на бульбашці з аспірином, яку віддав йому Саймон, і розуміє, де німці і золото.
Саймон із вдовою Тарго, які стали коханцями, та їх людьми відзначають свій тріумф десь в ангарі на кордоні з Канадою. Коханців раптово переривають до болю знайомі лайки МакКлейна з мегафону гелікоптера. Ангар з вантажівками, наповненими золотом, з усіх боків оточує поліція. Саймон із вдовою Тарго сідає на гелікоптер озброєний кулеметом, і вирішує закінчити «одну особисту справу». Йому вдається вполювати гелікоптер Джона із Зевсом, і той аварійно сідає. Джон, озброєний лише револьвером з двома набоями, відволікає гелікоптер Саймона на себе. Джон виманює гелікоптер підлетіти близько до землі, опинившись сам на сам на мушці у Саймона, і в цей момент стріляє у кріплення електрокабелів зовнішньої реклами. Кабелі намотуються на основний гвинт гелікоптера Саймона, внаслідок чого транспорт втрачає керування, врізається в стовп і вибухає. Всі святкують перемогу. Джон, так і не поговоривши з Голлі, знову їй телефонує.

## У ролях
| Актор                    | Роль                    |
| ------------------------ | ----------------------- |
| Брюс Вілліс              | Лейтенант Джон МакКлейн |
| Джеремі Айронс           | Саймон Грубер           |
| Семюел Л. Джексон        | Зевс Карвер             |
| Ларрі Бріггман           | Інспектор Волтер Кобб   |
| Грехем Грін              | Офіцер Джо Ламберт      |
| Коллін Кемп              | Офіцер Конні Ковальскі  |
| Шерон Вашингтон          | Офіцер Джейн            |
| Ентоні Пек               | Офіцер Рікі Волш        |
| Майкл Александер Джексон | Декстер                 |
| Елдіс Годж               | Реймонд                 |
| Ніколас Ваймен           | Маттіас Тарго           |
| Сем Філліпс              | Катя                    |
| Аасіф Мандві             | Араб-таксист            |
| Елвіс Дюран              | Радіо DJ                |

## Цікаві факти
- На початку фільму на вимогу Грубера Джон МакКлейн стояв у чорному кварталі з плакатом на грудях, на якому було написано «I hate niggers» («Ненавиджу чорномазих»), однак насправді при зйомках сцени і в деяких телеверсіях на плакаті було написано «I hate everybody» («Ненавиджу всіх»). Пізніше цей напис було виправлено з допомогою комп'ютера.
- Перша назва фільму — «Саймон говорить» (англ. Simon Says). Передбачалося, що даний сценарій буде використаний для зйомок четвертої частини «Смертельної зброї».
- Роль Саймона Грубера могла дістатися Девіду Тьюлісу.
- У момент вибуху магазину на самому початку фільму можна помітити вантажівку, що стоїть біля будівлі. Вантажівка належить компанії «Атлантичний кур'єр» (англ. Atlantic Courier). У «Міцному горішку» (1988) Ганс Грубер та інші грабіжники приїжджають до будівлі Накатомі на вантажівці компанії «Тихоокеанський кур'єр» (англ. Pacific Courier).
- В одній зі сцен фільму МакКлейн говорить Зевсу: "Я вже звик до свого звичайного розпорядку дня, паління сигарет і перегляду «Капітана Кенгуру»". Дана фраза — цитата з пісні «Flowers on the Wall» у виконанні «The Statler Brothers». Ця пісня була використана в саундтреку «Кримінального чтива» (1994), в якому також зіграли Брюс Вілліс і Семюель Л. Джексон.
- Саймон дзвонить радіо-діджею, для того щоб оголосити, що в одній зі шкіл закладено бомбу. Ім'я радіо-діджея — Елвіс Дюран. Це реально існуючий радіо-діджей, який працює на станції Z100 (100,3 FM).
- Фраза «Йо-хо-хо, виродок!» (англ. Yipee-ki-yay, motherfucker!) використовується в усіх п'яти фільмах.
- Первісна версія сценарію була заснована на романі «Troubleshooter», мова в якому йшла про терористів, які захопили круїзне судно в Карибському морі. Пізніше за даним сценарієм було знято фільм «Швидкість 2» із Сандрою Буллок.
- Джону МакТірнану і Семюелю Л. Джексону дозволили потримати справжній злиток золота для того, щоб вони відчули його реальну вагу.
- Еротична сцена між Джеремі Айронсом і Сем Філіпс була додана у фільм в один з останніх моментів. Джон МакТірнан знав, що фільм у будь-якому випадку отримає рейтинг R, тому він вирішив зняти подібну сцену.
- Попри те, що Алан Рікман не брав ніякої участі в зйомках даного фільму (він присутній лише у спогадах МакКлейна), він, тим не менш, зазначений у фінальних титрах в ролі Ганса Ґрубера.
- В одній зі сцен Грубер представляється як Фред Томпсон. Фред Томпсон — актор, який знімався в ролі начальника аеропорту Трудо у «Міцному горішку 2».
- Коли Саймон, представившись інженером-містобудівником, зустрічається з Рікі Волшем, то на будівлі, що знаходиться на задньому фоні, можна побачити не дуже ясну червону емблему. Ця будівля належить компанії «HomeInsurance Company». Компанія спеціально встановила на своїй будівлі величезне червоне полотно для того, щоб його помітили у фільмі.
- У коментарях до картини, які можна почути на DVD-виданні, сценарист Джонатан Хенслі каже, що перша година фільму — незмінений сценарій «Саймон говорить». Він лише трохи підправив характери головних персонажів для того, щоб фільм виглядав продовженням франшизи «Міцний горішок».
- Зовнішній вигляд Зевса особисто створив Семюель Л. Джексон після того, як він прочитав безліч книг про Малколма Ікса.
- Після того, як фільм вийшов у прокат, Джонатан Хенслі був затриманий агентами ФБР, так як на їх думку, він володів дуже різноманітною інформацією про «Федеральний золотий резерв» на Манхеттані. Хенслі заявив, що всю інформацію він знайшов у статтях, опублікованих в «New York Times».
- Сем Філіпс, поп-співачка, була запрошена пройти кастинг після того, як продюсери побачили фотографію з нею на обкладинці її компакт-диску.
- Як і в «Міцному горішку» (1988), більшість фраз, сказаних німецькою, граматично не правильні, деякі з них були придумані знімальною групою.
- У 2003 році в першому регіоні на DVD вийшло спеціальне колекційне видання фільму, на якому можна знайти альтернативну кінцівку. Саймону Груберу вдалося втекти з награбованим золотом: золото було переплавлене в невеликі фігурки «Empire State Building» і в такому вигляді вивезено із США. Джона МакКлейна вигнали з поліції, а також його підозрювали в пособництві пограбуванню. Кілька місяців потому Джон і Саймон зустрічаються десь у Східній Європі: Джону вдалося вистежити Саймона за номером на пляшечці аспірину. Розшукавши Саймона, Джон пропонує йому зіграти у своєрідну версію російської рулетки, тільки замість револьвера буде китайська базука (Джон розібрав базуку таким чином, що незрозуміло звідки повинен вилетіти снаряд). До того ж, кожен з них повинен розгадати загадки, які вони загадують один одному. Зрештою Саймон відповідає неправильно, натискає на спусковий механізм і в буквальному сенсі розлітається на дрібні шматочки.
- Елементи сценарію «Міцного горішка 3» в адаптованому вигляді використані у 7-й серії російського фільму «Даїшники».
- Джон каже Зевсу, що він скинув Ганса Грубера з тридцять другого поверху, а насправді він скинув зі сховища на 30-му.
- Коли Саймон зв'язується з береговою охороною і вмикає записану раніше розмову, він говорить «... золото, на якому побудована ваша економіка ...» . У 1971 році США відійшли від золотого стандарту, і з тих пір золото являє собою не більш ніж валютний резерв, яким країна може скористатися в періоди кризи. Так що крадіжка великої кількості золота не спровокує важких наслідків для країни. Але вона може спровокувати важкі наслідки для інших країн, чиї осередки знаходилися у цьому банку. Крім того, сам Саймон є не політичним терористом, а простим грабіжником. Спільник Саймона, Тарго, дійсно був терористом, який гине від рук своїх недавніх союзників, коли дізнається про обман.

## Помилки у фільмі
- В одній зі сцен терорист говорит «Zwanzig» («двадцять»), але в субтитрах це слово перекладається як «десять».
- Ґрубер згадує про МакКлейна як лейтенанта і детектива. Реальна поліцейська структура Сполучених Штатів не передбачає поєднання цих посад.
- Бажаючи позбавитись від вибухівки, МакКлейн біжить в сторону голови поїзда, але в підсумку викидає бомбу з останнього вагона.
- Один із охоронців, який був вбитий, у наступній сцені знову з'являється в кадрі живим.
- Коли Карвер падає на палубу корабля, на його руки надягнуті рукавиці, але в наступному великому плані видно, що їх вже немає.

## Виноски
1. ↑  також відомий як «Міцний горішок 3»